# De Bibliotheek Zuid-Kennemerland
De Bibliotheek Zuid-Kennemerland is de openbare bibliotheek van Haarlem en omgeving.
Als openbare bibliotheek is zij aangesloten bij het landelijk netwerk van openbare bibliotheken, verenigd in de koepelorganisatie Vereniging van Openbare Bibliotheken. Deze organisatie zet zich in voor de ontwikkeling van een gezamenlijke visie en strategie voor de gehele bibliotheekbranche.

## Geschiedenis

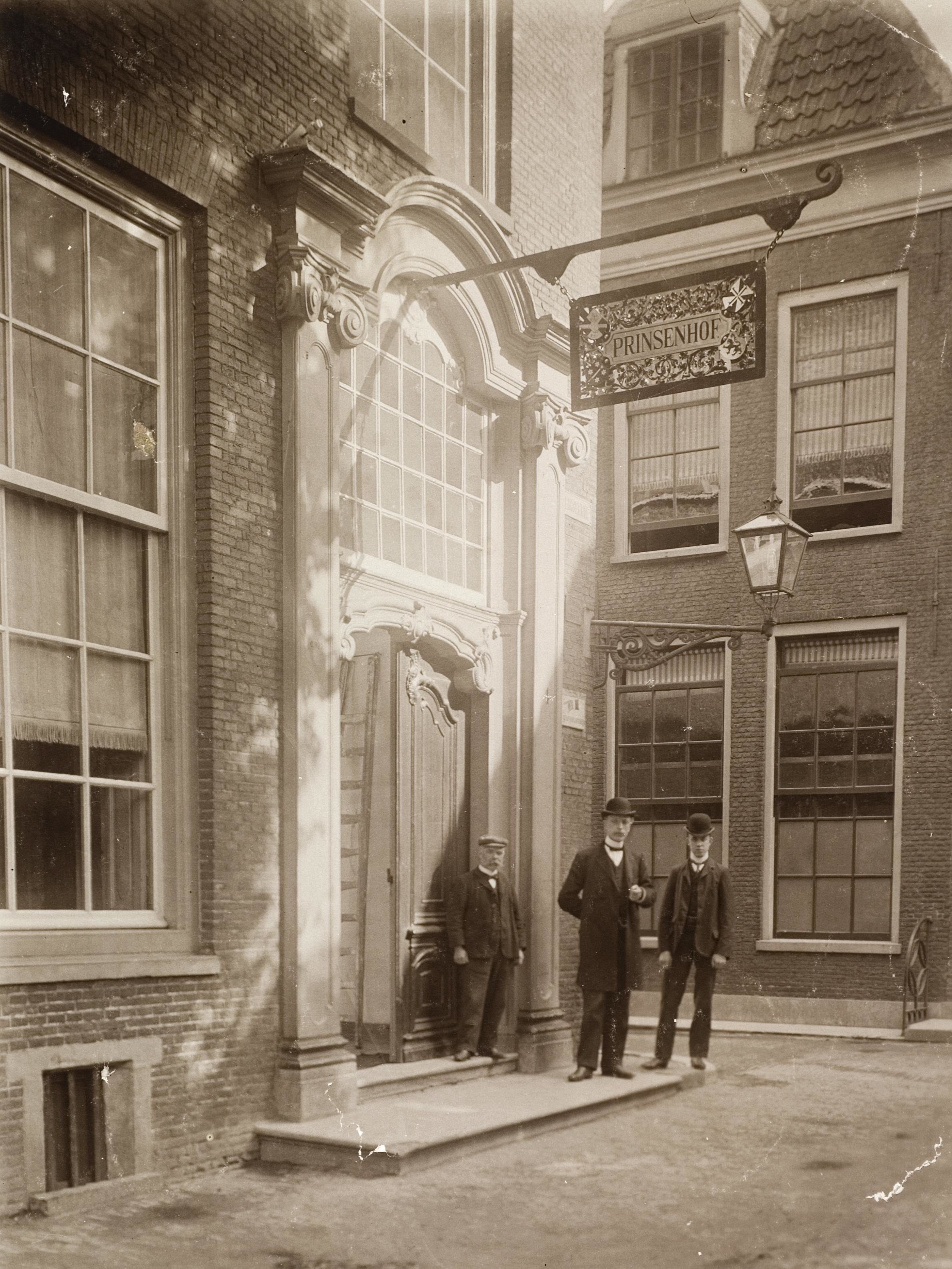
Ingang van de stadsbibliotheek aan het Prinsenhof met enige personeelsleden in 1905

Haarlem was een van de eerste Noord-Nederlandse steden met een eigen 'librije'. Na het Spaanse beleg van 1572–'73 bepaalden de Prins van Oranje en de Staten van Holland en West-Friesland dat kloostergoederen aan Haarlem toekwamen als tegemoetkoming voor de geleden schade. Hiermee werd de basis gelegd voor de huidige Bibliotheek Zuid-Kennemerland.

### Vroedschap
In 1596 besloot de Haarlemse vroedschap tot stichting van een bibliotheek met als eerste onderkomen waarschijnlijk de ruimte boven de sacristie in het Dominicanenklooster, tegenwoordig als Prinsenhof onderdeel van het Haarlemse Stadhuis. In 1625 verwierf Haarlem de complete bibliotheek van de Commanderij van St. Jan en in 1672 verscheen de eerste gedrukte catalogus (35 pagina's) van het bezit van de toenmalige Stadsbibliotheek.

### Bibliotheekbezoek
Er is weinig bekend over het bibliotheekbezoek in de eerste eeuwen. Maar aannemelijk is dat het nog niet zo veelvuldig plaatsvond als tegenwoordig. Uit het 17e-eeuwse bibliotheekreglement blijkt dat de collectie een "gift van het stadsbestuur ten algemene nutte" was. Liefhebbers konden voor fl. 3,— per jaar de sleutel van de bibliotheek huren. Het College van curatoren van de Latijnse school hield toezicht, een echte bibliothecaris bestond nog niet: de bibliotheek werd beheerd door predikanten en leraren van de school.

### Abraham De Vries
Pas in 1821 werd de eerste echte bibliothecaris aangesteld: Abraham de Vries.  Zijn aanschafbeleid kenmerkte zich door een bijzondere trots op zijn stad Haarlem en zijn grote belangstelling voor de boekdrukkunst. Hij had grote bewondering voor de Haarlemse drukker Laurens Janszoon Coster. De Vries was ervan overtuigd dat Coster de boekdrukkunst had uitgevonden en daarom kocht hij alles wat daarover en over Coster verscheen. Het is de basis geweest voor de 'Costeriana' , een uitgebreide verzameling over Coster, de typografie en de boekdrukkunst. Een ander belangrijke verdienste van stadsbibliothecaris De Vries was de uitgave van een driedelige gedrukte catalogus van het gehele bezit van de bibliotheek.

### Eindelijk openbaar
Een eeuw later, in 1921, nam het Haarlemse stadsbestuur het initiatief om aan de Stadsbibliotheek een tweede functie toe te kennen: die van openbare leeszaal. Dit belangrijke besluit betekende dat men zich met het aanschafbeleid op een veel breder publiek richtte.